# Dracula: Dead and Loving It
Dracula: Dead And Loving It is een Amerikaanse komische horrorfilm uit 1995, geregisseerd door Mel Brooks. De film is een verfilming van, en tegelijk een parodie op, de roman Dracula van Bram Stoker. Hoofdrollen werden vertolkt door Leslie Nielsen, Peter MacNicol, Steven Weber, Amy Yasbeck en Mel Brooks.

## Verhaal
Het is het jaar 1893. Advocaat Thomas Renfield reist af naar Transsylvanië om een belangrijke klant te ontmoeten in Kasteel Dracula. De dorpelingen waarschuwen hem niet verder te gaan, maar Renfield wil zijn klant niet teleurstellen. Hij arriveert te voet bij het kasteel, waar hij graaf Dracula ontmoet. Dracula tekent enkele papieren die Renfield bij zich heeft om zo de verkoop van een Brits landhuis genaamd Carfax Abbey af te ronden. Hij nodigt Renfield uit de nacht in het kasteel te blijven. Die nacht wordt Renfield aangevallen door twee vrouwelijke vampiers. Dracula komt tussenbeide. Nadat hij de vrouwen heeft weggestuurd, maakt hij Renfield middels hypnose tot zijn slaaf.
Dracula en Renfield vertrekken naar Engeland. Tijdens de zeereis doet Dracula zich te goed aan de voltallige bemanning van het schip. Dracula vertrekt in Engeland meteen naar zijn landhuis. Renfield, die door Dracula’s invloed inmiddels gek is geworden, wordt in een gesticht geplaatst.
In een operagebouw stelt Dracula zichzelf voor aan zijn nieuwe buren: Dr. Seward (de eigenaar van het gesticht waar Renfield zit, en met een voorliefde voor klysma’s als behandeling van een psychische aandoening), diens assistent Jonathan Harker, Sewards dochter Mina en haar vriendin Lucy Westenra. Dracula neemt Lucy tot zijn eerste slachtoffer. Die nacht bezoekt hij haar voor de eerste keer en drinkt wat van haar bloed.
De volgende dag ontdekt Mina de zieke Lucy. Seward kan niet achterhalen waar ze aan lijdt, en besluit hulp in te roepen van Dr. Abraham Van Helsing, een expert op het gebied van vreemde ziektes. Hij constateert dat er een vampier in het spel is. Met moeite overtuigt hij Harker en Seward. Het drietal hangt die nacht knoflook in Lucy’s kamer om de vampier weg te houden. Dracula laat zich echter niet zo makkelijk verslaan. Hij haalt Renfield uit het gesticht en laat hem de knoflook verwijderen. Wanneer dat mislukt (Renfield wordt betrapt en weer opgesloten), gebruikt hij hypnose om Lucy naar de tuin te lokken. Daar doodt hij haar.
Van Helsing ontmoet Dracula en begint te vermoeden dat hij de vampier is, vooral nadat hij en de graaf onenigheid krijgen en voortdurend proberen het laatste woord te hebben. Die nacht valt Lucy, die nu ook een vampier is, Harker aan. Van Helsing kan de aanval afslaan. De twee mannen bezoeken Lucy’s graf, en slaan haar een staak door het hart.
Dracula’s volgende slachtoffer is Mina. Met haar heeft de graaf grotere plannen. Hij wil haar tot zijn eeuwige bruid maken. Terwijl Harker en Van Helsing op Lucy jagen, ontvoert hij Mina uit haar kamer. Hij neemt haar mee naar zijn kasteel waar ze eerst samen dansen alvorens hij haar bijt. De volgende dag ontdekt Van Helsing de bijtwonden in Mina’s nek.
Om de vampier te ontmaskeren laat Van Helsing Seward een bal organiseren waarbij onder andere Dracula en Renfield zijn uitgenodigd. Terwijl Dracula en Mina dansen, onthult Van Helsing een grote spiegel, waarin duidelijk te zien is dat Dracula geen spiegelbeeld heeft. Wanneer Dracula ziet dat hij is ontmaskerd, grijpt hij Mina en vlucht met haar weg uit het huis. Van Helsing en Harker zoeken in Carfax Abbey naar Dracula maar vinden niets.
Van Helsing herinnert zich hoe Renfield tijdens het bal Dracula met “meester” aansprak. Hij laat Renfield vrij uit zijn cel. Wanneer Renfield Dracula opzoekt, volgen Van Helsing, Seward en Harker hem. In Dracula’s schuilplaats volgt een gevecht met de vampier, die veel sterker is dan de drie mannen samen. Net op dat moment komt de zon op. Van Helsing opent de ramen en Dracula begint langzaam te verbranden. Renfield probeert zijn meester te helpen door een luik in het dak te openen zodat Dracula kan ontsnappen. Maar dit werkt averechts daar hij zo extra zonlicht naar binnen laat en de graaf tot stof vergaat.
Mina is genezen en verlaat samen met Jonathan het gebouw. Renfield rouwt even om de dood van zijn meester, maar accepteert dan Seward als zijn nieuwe meester.

## Rolverdeling
| Acteur          | Personage                       |
| --------------- | ------------------------------- |
| Leslie Nielsen  | Graaf Dracula                   |
| Peter MacNicol  | Thomas Renfield                 |
| Steven Weber    | Jonathan Harker                 |
| Amy Yasbeck     | Mina Seward (Wilhelmina Harker) |
| Mel Brooks      | Dr. Abraham Van Helsing         |
| Lysette Anthony | Lucy Westenra                   |
| Harvey Korman   | Dr. John Seward                 |
| Mark Blankfield | Martin                          |
| Megan Cavanagh  | Essie                           |
| Gregg Binkley   | Woodbridge                      |
| Clive Revill    | Sykes                           |

## Achtergrond
De film volgt qua verhaal grotendeels dezelfde verhaallijn als de Dracula-film uit 1931. Derhalve zitten er een paar verschillen tussen de film en de roman. In de film is het Renfield en niet Jonathan die Dracula in Transsylvanië opzoekt, is Mina de dochter van Dr. Seward, en vindt het laatste gevecht met Dracula plaats in Engeland in plaats van in Transsylvanië. Als parodie was de film vooral een parodie op de destijds meest recente en van de parodie zeer verschillende Dracula-film: Bram Stoker's Dracula, met welke de gelijkenissen gering zijn.
Tijdens de productie ontstond de vraag of de film wellicht in zwart-wit moest worden opgenomen, net als Mel Brooks' eerdere film Young Frankenstein. Dit om de film meer te laten lijken op de klassieke horrorfilms van Universal Pictures, waar ook de eerste Dracula-film toe behoort. Dit idee werd verworpen omdat de meeste bekende Dracula-films ook in kleur waren opgenomen.